# Unión (voilier)

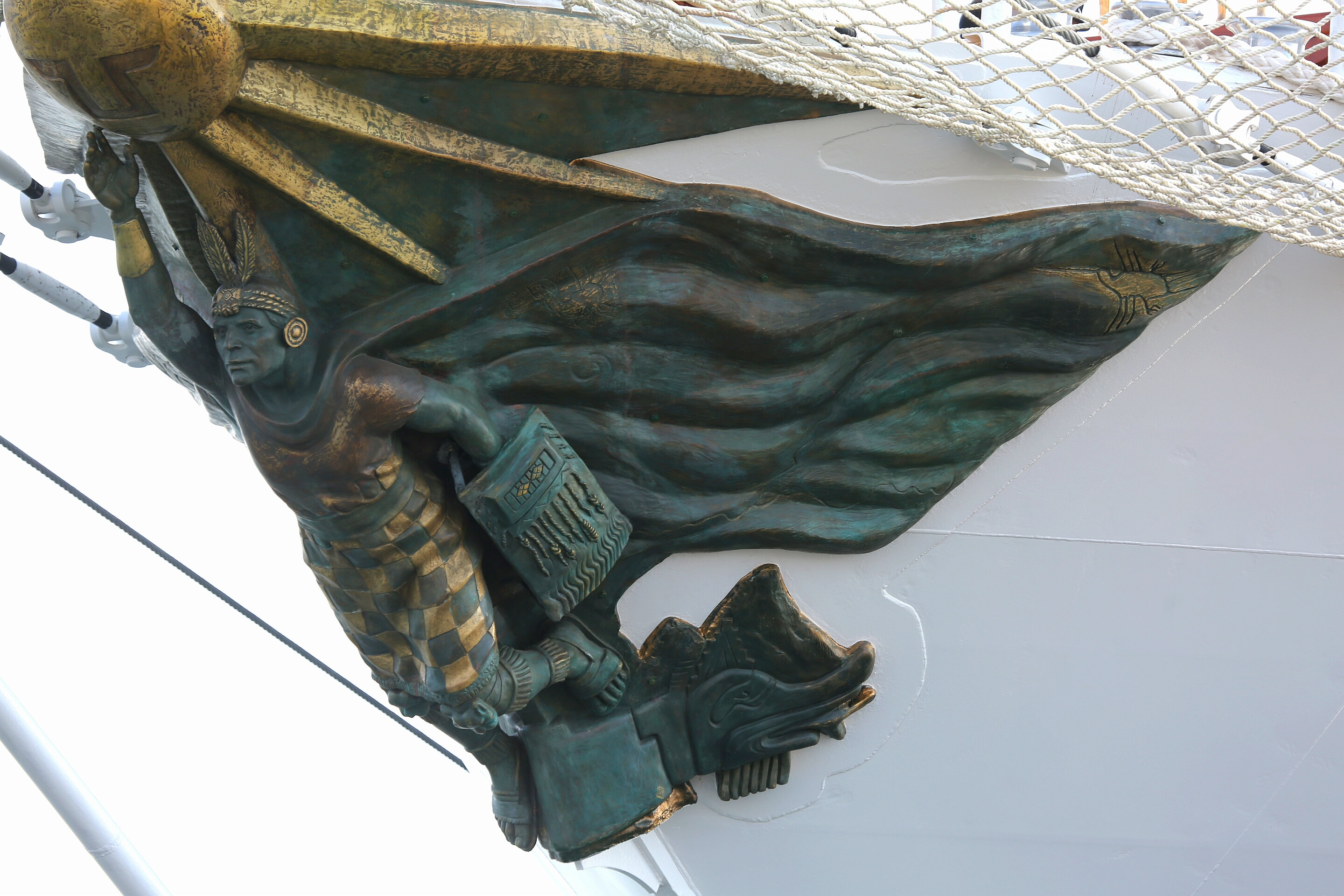
Tupac Yupanqui à la proue du navire-école "Union".

Le  BAP Unión ou BAP Unión (BEV-161) est un quatre-mâts barque servant de navire-école à la Marine péruvienne.
Il arbore l'Inca Tupac Yupanqui en figure de proue.
Son port d'attache est la base navale de Callao au Pérou.

## Histoire
Le BAP Unión est le premier navire-école construit spécialement pour la Marine péruvienne par les chantiers navals des Services Industriels de la Marine (SIMA) situés sur la base navale de Callao.
Son lancement officiel a eu lieu le 27 janvier 2016 en présence du président de la République Ollanta Humala. Il opère sous le commandement de la Escuela Naval (ESNA).

## Caractéristiques techniques
En raison de son utilisation comme navire de formation, l'intérieur du bâtiment comprend un auditorium, une bibliothèque, une plate-forme informatique et des salles de classe pour l'instruction des cadets à la navigation (astronomie, météorologie, océanographie, hydrographie et opérations et manœuvres navales).